# Eleccions locals unificades del Japó de 1955
Les eleccions locals unificades del Japó de 1955 (第3回統一地方選挙, dai-sankai tōitsu chihō senkyo) van ser unes eleccions de caràcter local celebrades en abril de 1955 en Japó. Com indica el seu nom en japonés, aquestes són les terceres eleccions locals unificades del període democràtic. Aquesta vegada, el triomf de les eleccions va ser per als candidats independents, que van aconseguir la majoria de governadors i van ser els que més diputats prefecturals van aconseguir.

## Resultats

### Governadors prefecturals
| Prefectura | Governador antic   | Partit | Partit                     | Governador electe  | Partit | Partit                     |
| ---------- | ------------------ | ------ | -------------------------- | ------------------ | ------ | -------------------------- |
| Hokkaido   | Toshibumi Tanaka   |        | Partit Socialista del Japó | Toshibumi Tanaka   |        | Independent                |
| Iwate      | Kenkichi Kokubun   |        | Grangers d'Iwate           | Senichi Abe        |        | Independent                |
| Akita      | Tokuji Ikeda       |        | Independent                | Yūjirō Obata       |        | Independent                |
| Ibaraki    | Yōji Tomosue       |        | Independent                | Yōji Tomosue       |        | Independent                |
| Tòquio     | Seiichirō Yasui    |        | Independent                | Seiichirō Yasui    |        | Independent                |
| Kanagawa   | Iwatarō Uchiyama   |        | Independent                | Iwatarō Uchiyama   |        | Independent                |
| Niigata    | Shōhei Okada       |        | Independent                | Kazuo Kitamura     |        | Independent                |
| Fukui      | Harukazu Obata     |        | Independent                | Seiichi Hane       |        | Independent                |
| Nagano     | Torao Hayashi      |        | Partit Socialista del Japó | Torao Hayashi      |        | Partit Socialista del Japó |
| Mie        | Masaru Aoki        |        | Independent                | Satoru Tanaka      |        | Independent                |
| Osaka      | Bunzō Akama        |        | Partit Liberal             | Bunzō Akama        |        | PL-PDJ                     |
| Wakayama   | Shinji Ono         |        | Independent                | Shinji Ono         |        | Independent                |
| Okayama    | Yukiharu Miki      |        | Independent                | Yukiharu Miki      |        | Independent                |
| Shimane    | Yasuo Tsunematsu   |        | Independent                | Yasuo Tsunematsu   |        | Independent                |
| Tokushima  | Kuniichi Abe       |        | Partit Liberal             | Kikutarō Hara      |        | Independent                |
| Fukuoka    | Katsuji Sugimoto   |        | Partit Socialista del Japó | Kōroku Tsuchiya    |        | Independent                |
| Saga       | Naotsugu Nabeshima |        | Independent                | Naotsugu Nabeshima |        | Independent                |
| Nagasaki   | Takejirō Nishioka  |        | Partit Liberal             | Takejirō Nishioka  |        | Partit Liberal             |
| Oita       | Tokuju Hosoda      |        | Independent                | Kaoru Kinoshita    |        | Independent                |
| Miyazaki   | Nagashige Tanaka   |        | Independent                | Jingō Futami       |        | Independent                |
| Kagoshima  | Kaku Shigenari     |        | Independent                | Katsushi Teruzono  |        | Independent                |

### Assemblees prefecturals
Degut a la mancança de dades d'aquestes eleccions, només es pot oferir els resultats en nombre de diputats electes en totes les assemblees prefecturals per candidatura:
| Partits | Partits                                      | Vots | %  | Diputats |
| ------- | -------------------------------------------- | ---- | -- | -------- |
|         | Independents (IND)                           | ND   | ND | 2.613    |
|         | Partit Liberal (PL)                          | ND   | ND | 624      |
|         | Partit Democràtic del Japó (PDJ)             | ND   | ND | 594      |
|         | Partit Socialista del Japó (PSJ-E)           | ND   | ND | 232      |
|         | Partit Socialista del Japó (PSJ-D)           | ND   | ND | 185      |
|         | Partits locals                               | ND   | ND | 94       |
|         | Partit Comunista del Japó (PCJ)              | ND   | ND | 10       |
|         | Partit dels Pagesos i els Treballadors (PPT) | ND   | ND | 6        |

### Alcaldes
Aquests són els alcaldes electes de les ciutats més poblades del Japó:
| Municipi | Alcalde antic    | Partit | Partit            | Alcalde electe | Partit | Partit      |
| -------- | ---------------- | ------ | ----------------- | -------------- | ------ | ----------- |
| Yokohama | Kyōichi Ishikawa |        | Independent       | Ryōzō Hiranuma |        | Independent |
| Osaka    | Mitsuji Nakai    |        | Partit Democràtic | Mitsuji Nakai  |        | Independent |